# Чернобиљска катастрофа
Чернобиљска катастрофа је нуклеарна несрећа која се догодила 26. априла 1986. у Чернобиљској нуклеарној електрани у близини града Припјат у Украјини. Сматра се да је то највећа еколошка катастрофа у историји нуклеарне енергије.
Електрана се састојала од 4 реактора типа РБМК-1000, сваки реактор је производио 1 гигават електричне енергије, а сва четири реактора су заједно производили око 10% укупне електричне енергије трошене у Украјини. Прва експлозија на четвртом реактору је проузроковала даље експлозије које су праћене ослобађањем велике количине радиоактивног отпада у атмосферу. Радиоактивни облаци прекрили су готово целу Европу. Из области је евакуисано преко 100.000 становника. Припјат је данас напуштен и налази се у центру Чернобиљске зоне искључења. Нуклеарна електрана је затворена 15. децембра 2000.
Изградња реактора број 1 је почела 1970. године. Почео је са радом 1977. године, а затим су следили и реактор број 2 (1978), број 3 (1981) и број 4 (1983). Још два блока, реактор број 5 и 6, су били под изградњом у време несреће.

## Локација
Чернобиљска електрана (Лењинова меморијална нуклеарна електрана Чернобиљ) се налази у близини града Припјата у Украјини, 18 km северозападно од града Чернобиља, 16 km од границе са Белорусијом и око 110 km северно од Кијева.

## План и сврха теста
До несреће у електрани је дошло услед теста на реактору. Тестом је требало да се утврди да ли електрични генератор, у случају да се турбогенератор угаси, може у наредних 40—50 секунди да обезбеди довољно електричне енергије за систем хлађења реактора док се не укључе дизел-агрегати (тестирао се случај када би дошло до прекида спољашњег напајања електричном енергијом).
У стабилном раду, значајан удео (око 7%) снаге нуклеарног реактора не долази од фисије, већ од топлоте распада његових акумулираних фисионих продуката. Ова топлота се одржава неко време по заустављању ланчане реакције (нпр. након гашења електране у случају нужде) и обично захтева активно хлађење да би се избегло оштећење језгра. РБМК реактори, као што су они у Чернобиљу, су користили воду као расхладно средство. Реактор 4 у електрани Чернобиљ се састојао од 1600 појединачних канала за гориво, а сваки је захтевао проток воде од око 28.000 литара на сат. Пошто је пумпама за хлађење потребна електрична енергија да охладе реактор након његовог гашења, у случају хаварије на електричној мрежи, реактори у Чернобиљу су имали три дизел-генератора у резерви. Они су могли бити покренути за 15 секунди, али би им било потребно 60-75 секунди да постигну пуну брзину и достигну снагу од 5,5 MW потребних да би се покретала једна главна пумпа.
Да би се превазишао прекид у напајању од око једног минута, што је оцењено као неприхватљив безбедносни ризик, претпоставило се да би ротациона енергија добијена од парне турбине (која би се и даље обртала због заосталог притиска паре) могла искористити да се произведе потребна електрична енергија. Анализе су показале да би овај заостали моменат и притисак паре могли бити довољни да се покрећу расхладне пумпе око 45 секунди и тако премосте празнину између тренутка прекида спољашњег напајања и тренутка достизања пуне снаге резервних агрегата.
Ову могућност је требало експериментално потврдити, а претходни тестови су се окончали неуспешно. Турбогенератор се сувише брзо гасио и прекидао са радом и зато није обезбеђивао довољно енергије за водене пумпе система за хлађење. Како би иронија била већа, сврха теста је била пре свега повећавање сигурности реактора. Оваква врста теста је схватана као ствар која се тиче електрике и с гледишта нуклеарне безбедности није био важан. Такође, битно је напоменути да тест који је требало да се спроведе није имао одобрење од органа који су били одговорни за нуклеарну безбедност реактора у СССР. Први тест извршен 1982. показао је да је побудни напон турбогенератора био недовољан јер није одржавао жељено магнетно поље након искључења. Систем је модификован, па је тест поновљен 1984, али опет неуспешно. Тест је покушан трећи пут, али је опет дао негативне резултате. На основу резултата претходног теста, направљена су извесна побољшања која је требало испитати. Овакав тест није могао да се изврши док је реактор радио и производио електричну енергију. Зато се сачекало време када је један од реактора требало да се привремено искључи. Пошто је реактор број 4 требало привремено да се искључи ради одржавања, он је изабран за реализацију новог теста.
Постоје две званичне верзије о узроцима катастрофе. По првој, објављеној током августа 1986. године, узрок несреће је искључиво грешка оператера; по другој, објављеној 1991. године, узрок су грешке у дизајну самог реактора, тачније у вертикалним шипкама које контролишу рад реактора.
Међу факторима који су допринели несрећи је свакако и неадекватно обучено особље. Директор Виктор Брјуканов је пре трансфера у чернобиљску нуклеарну електрану радио у термоелектрани на угаљ. Главни инжењер Фомин је такође имао искуства само на конвенционалним електранама. Дјатлов, заменик главног инжењера, имао је искуства, али на нуклеарним реакторима у подморницама.
Дјатлов је после несреће истицао да су у упутствима за руковање, дизајнери реактора „намерно” пропустили да напомену да су реактори нестабилни на појединим опсезима снаге, пре свега при нижим. При нижој снази, у реактору се повећава концентрација фисионих продукта, где најзначајнију улогу има ксенон. Његова концентрација се веома брзо повећава и реактор се тешко контролише. Оператери такође нису били свесни мане или боље речено особине контролних шипки. Наиме, део контролних шипки који први улази у реактор је био направљен од графита што доводи до повећања интензитета нуклеарне фисије у језгру реактора тј. повећава реактивност у зони реактора. Услед оваквог дизајна, спуштање контролних шипки у реактор доводило је до кратког повећања реактивности у реактору пре жељеног снижења.
Опис теста:
- Оператери су почели да снижавају снагу реактора
- Циљ је био, да се на снази од 700 мегавати, искључи систем за хлађење у случају хаварије, како би се одстранила могућност његовог негативног утицаја на експеримент
- Требало је искључити 4 пумпе које снабдевају хладном водом реактор, и прикључити их на турбогенератор који ће се искључити у току теста
- Гашење турбогенератора

## Ток догађаја
Експлозија се десила на четвртом реактору Нуклеарне електране „Лењин”, у 01:23 по московском времену 26. априла 1986. године. Главни узрок несреће је пре свега недовољно испитана технологија овог типа реактора и његова нестабилност при ниској снази реактора али такође не треба занемарити људски фактор, лоше управљање и недовољно искуство оператера реактора. Те вечери, када се догодила несрећа, предвиђена је реализација експеримента на реактору.
Занимљиво је напоменути, да приликом спуштања контролних шипки од олова у РБМК реактор, који треба да снизе настанак неутрона и постепено зауставе ланчану реакцију, долази до повећања реактивности у реактору, што је наравно обрнуто од главне функције тих шипки. Ова особина реактора је била позната али вероватно недовољно истражена и објашњена у то време. Уједно, та особина ће и довести до повећања реактивности реактора што је резултовало снажном експлозијом.
Када је тест почео, оператери су кренули са снижавањем снаге реактора. Реактор је на снази од 200 мегавати било веома тешко контролисати и стога су оператери извадили велики број шипки за регулацију (у реактору је остало само 6 до 8 шипки што је било против правила и прописа).
По гашењу турбогенератора, дошло је до повећања притиска у реактору а уједно и до опадања нивоа воде за хлађење с обзиром да су пумпе успоравале заједно са угашеним генератором који је обезбеђивао енергију за њих. Дошло је након тога до повећања температуре воде на улазу у реактор, што је уједно повећавало његову снагу до неконтролисаног нивоа. Како су оператери већи део шипки за регулацију снаге већ извадили из реактора, нису сада имали чиме да снизе снагу истог. Оператери су се потпуно ослонили на дугме за аутоматско гашење реактора у случају несреће, али како су параметри у реактору били недопустиво високи, овај систем није био у могућности да заустави рад.

## Евакуација
Оближњи град Припјат није био одмах евакуисан. Житељи су се бавили својим уобичајеним пословима, потпуно несвесни шта се десило. Међутим, неколико сати по експлозији, на десетине људи се разболело. Касније су пријављене јаке главобоље и укуси метала у њиховим устима, уз неконтролисане нападе кашљања и повраћања.
До 11:00 27. априла аутобуси су стигли у Припјат и почели са евакуацијом. Одласци из града су почели око 14:00. Евакуисано је преко 50.000 становника.

## Експлозија
Узрок рушења блока електране је пре свега била парна експлозија која је настала након неуспешног теста. Парна експлозија је последица брзог прегревања уранијумових полуга, које више нису могле на адекватан начин да се хладе водом. Приликом прегревања ових полуга дошло је до прегревања воде која је служила за њихово хлађење. Дошло је до наглог пораста притиска у блоку и убрзо ни дебели зидови од армираног бетона нису могли да издрже притисак, што је довело до експлозије и рушења тог блока електране. Изнад горивних елемената се налазио поклопац тежак 2.000 тона који такође није успео да спасе околину од радиоактивних елемената испуштених у току несреће.

## Електрана после несреће
За потребе смештаја евакуисаних становника изграђен је нов град Славутич.
После несреће је рад електране био отежан због опасности по здравље запослених. Ипак, због лоше енергетске ситуације у земљи, преостали реактори су наставили са радом, док је изградња 5. и 6. блока обустављена. Над оштећеним реактором број 4 је саграђен саркофаг, а између њега и зграда (које су остале у даљој употреби) саграђена је бетонска баријера дебела око 200 m.
Реактор број 1 је престао са радом у новембру 1996. године у склопу договора владе Украјине и међународних организација попут ИАЕА.
Године 1991, избио је пожар на реактору број 2 и притом је закључено да је тај реактор немогуће поправити.
Реактор број 3 је 15. децембра 2000. године лично искључио тадашњи председник Украјине Леонид Кучма.
Тиме је ова електрана престала да буде произвођач електричне енергије.